# Karl Silex
Karl Heinrich Silex (* 6. Juli 1896 in Stettin; † 18. Mai 1982 in Köln) war ein deutscher Journalist und Chefredakteur der „Deutschen Allgemeinen Zeitung“ von 1933 bis 1943 und des „Tagesspiegels“ von 1955 bis 1963.

## Leben
Karl Silex stammte aus einem protestantischen Pfarrhaus, sein Vater war Pfarrer an der St. Gertrudkirche in Stettin. In Stettin besuchte Karl Silex das Marienstiftsgymnasium bis zum Abitur 1914. Anschließend trat er als Seekadett (Crew 1914) in die Kaiserliche Marine ein, wurde im Ersten Weltkrieg 1916 Leutnant zur See und Kommandant des Minensuchboots SMS M 65 und nahm 1919 als Oberleutnant zur See seinen Abschied. Er studierte Nationalökonomie an der Universität Kiel und an der Friedrich-Wilhelms-Universität zu Berlin, wo er 1921 zum Dr. phil. promoviert wurde. 
Silex begann 1921 seine journalistische Laufbahn beim Hamburger Fremdenblatt. 1922 wechselte er zur Berliner DAZ, für die er Ende der zwanziger Jahre als Korrespondent in London tätig wurde. Silex, der in diesen Jahren mit einer Britin verheiratet war, veröffentlichte 1930 beim Verlag Seemann in Leipzig ein Buch über das Leben der Engländer: John Bull zu Hause. Der Engländer im täglichen Leben.  In dieser Zeit stand er den Deutschnationalen (DNVP) nahe.
1933 drohte der DAZ das Verbot aufgrund eines kritischen Artikels über Adolf Hitler, worauf die Herausgeberfamilie Stinnes Silex bat, die Chefredaktion zu übernehmen. Silex, der dem „Führerrat der Deutschen Presse“ angehörte, war bis 1943 Chefredakteur der DAZ. Er schrieb regimekonform und versuchte gleichzeitig, ähnlich wie die Redakteure der Frankfurter Zeitung, sich von der NS-Propaganda möglichst fernzuhalten. Im September 1939 wurde er zur Kriegsmarine reaktiviert und wurde Sachbearbeiter beim Oberkommando der Marine. Seine Funktion als Chefredakteur der DAZ behielt er bei.
1943 ernannte man ihn als Korvettenkapitän zum Kommandanten eines Minenschiffs. Zuletzt ließ er als Seebefehlshaber der Kleinkampfverbände in Norwegen 1945 kurz vor der Kapitulation die Schiffe und Boote seines Verbandes versenken. 
Silex war mit dem Hitlergegner General Henning von Tresckow befreundet, beteiligte sich aber nicht direkt an den Vorbereitungen für das Attentat vom 20. Juli 1944.
Nach 1945 lebte Silex zunächst in Stuttgart, wo er einen eigenen Verlag gründete, der von 1949 bis 1957 die Wochenzeitung Deutsche Kommentare und ab 1952 Die Bücher-Kommentare herausgab. Silex kritisierte früh die Außenpolitik Konrad Adenauers und favorisierte ein bewaffnetes, neutrales Gesamtdeutschland.
In der Sowjetischen Besatzungszone wurde sein Buch Der Marsch auf Madrid. Spanien gestern und heute. Ein Kriegs- und Reisebericht (E. A. Seemann, Leipzig 1937) auf die Liste der auszusondernden Literatur gesetzt.
1955 wurde er Chefredakteur des Berliner Tagesspiegels. Bis 1963 prägte er wesentlich den Stil dieser Zeitung und galt als „letzter deutscher Chefredakteur der alten Schule“. 
Die Zeitschrift Die Bücher-Kommentare verkaufte er 1965. 1968 publizierte er seine Memoiren unter dem Titel Mit Kommentar. Lebensbericht eines Journalisten. 1976 verlieh ihm die Stadt Berlin eine Ehrenprofessur.